# 잉에르 스토이베르

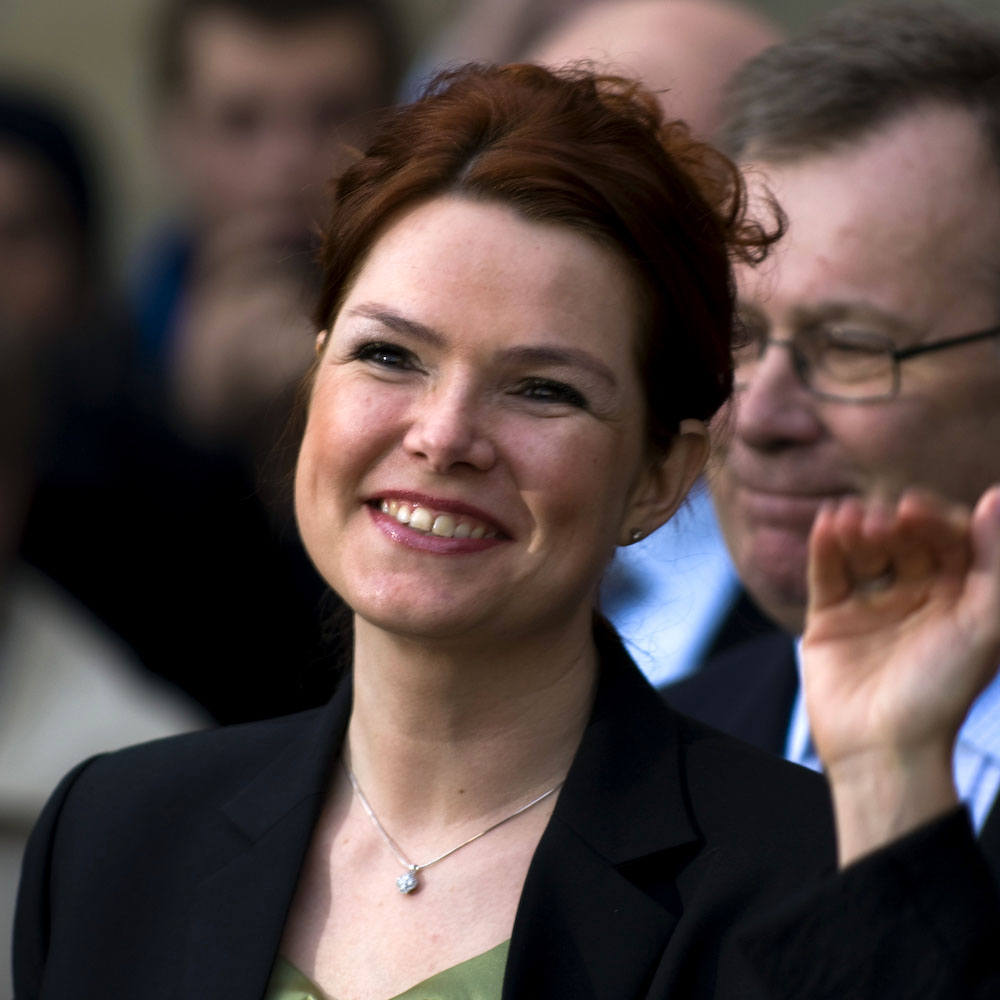
잉에르 스토이베르

잉에르 스토이베르(덴마크어: Inger Støjberg, 1973년 3월 16일 ~ )는 덴마크의 정치인으로 2015년 6월부터 2019년 6월까지 이민통합주택부 장관을 지냈다. 2001년 총선에서 좌파당 소속 국회의원으로 처음 당선된 이래 현재까지 역임 중이다. 그는 또한 고용부 장관직을 지낸 적이 있다.

## 어린 시절
비보르주 살링순시의 예르(Hjer)라는 마을에서 농부와 주부의 딸로 태어났다. 1993년 뉘쾨빙모르스의 모르쇠 중학교를 졸업했으며, 1995년 비보르에서 1학년 위의 무역 시험을 통과했다. 1996년 같은 상업학교에서 1년짜리 경제통신학 코스를 졸업했다.
1999년 정보 아카데미(InformationsAkademiet)를 졸업했다. 그 해 비보르 신문의 기자로 취업했으며, 이듬해 별도의 통신중개사가 되어 2001년까지 일했다. 2004년 북윌란 지방의 팝 듀오인 수시 오 레오(Sussi og Leo)의 일대기를 발매했다. 2008년 베를링스케의 장기 편집자인 예스페르 베이노브와 결혼했으며, 그는 2016년 이래 재무부의 자문위원으로 일하고 있는 중이다. 둘은 2012년 이혼할 때까지 아이를 두지 않았다.
2013년 올보르 대학교에서 경영학 박사 학위를 취득했으며, 현재 하순에서 거주하고 있는 중이다.

## 정치 활동
1994년 비보르 시의회 의원으로 당선되어 2002년까지 재직했으며, 1996년부터 1999년까지 자유 계몽 동맹(Liberalt Oplysnings Forbund, LOF)의 의장을 지내기도 했다. 1999년 국회의원으로 처음 도전했으나 낙선했으며, 2001년 도전해 당선되었다. 참고로 이 때 아네르스 포그 라스무센이 총리에 취임하게 되었다.
2005년 이래 그는 자유당의 지도부에서 일하고 있다. 2005년부터 2007년까지 당의 여성 원내부대표직을 역임했으며, 2007년 이래 서윌란 선거구의 국회의원을 재직하고 있다. 2007년부터 2009년까지는 자유당의 대변인이었다. 2009년 4월 아네르스 포그 라스무센 총리가 북대서양 조약 기구(NATO) 사무총장에 취임하면서 총리직을 사임하게 되자, 스토이베르는 클라우스 요르트 프레데릭센의 뒤를 이어 고용부 및 성평등부 장관에 등용되었다.
2010년 개각 후 고용부 장관직만을 맡게 되었으며, 2011년 우파연합이 총선에서 패할 때까지 직을 유지했다. 야당 시절에는 당을 대변하는 일을 하다가, 2014년 당 대변인으로 선출되었고 2015년 당이 재집권하면서 물러났다. 2015년 6월 이민통합주택부 장관으로 임명되어 2019년 6월까지 재직했다.

## 논란
스토이베르는 난민법의 강화를 주도했으며, 이에 따라 난민들의 사회적 권리를 제한하게 되었다. 이 정책은 2015년 9월 1일부터 발효되기 시작했다. 이에 대해 그는 "난민법은 이민자들을 덴마크로 유혹해서는 안 된다"고 밝혔다. 이에 따라 친(親)난민, 친이민 성향 단체들의 반발에 직면했으며, 레바논의 각 신문들은 덴마크에 난민 신청을 하지 말 것을 경고하는 광고들을 넣기도 했다.
그는 또한 "보석법"을 도입했는데, 이에 따라 난민 신청자들은 향후 서비스 비용을 위해 국경에서 자신들의 귀중품 일부를 포기해야 한다. 이에 일부 평론가들은 이 정책을 나치즘과 연관 짓기도 했다.
2017년 3월 장관 취임 이래 50번째 반(反)이민 규제가 통과된 것을 기념하는 케잌을 찍어 페이스북에 올려 국제적인 주목을 받기도 했다. 이후에는 외국인 교수들이 공공장소(특히 국회)에서 연설할 경우 취업비자 오·남용죄로 처벌하는 법(일명 "외계인법")을 추진하면서 논란이 되고 있다.
2018년 5월 B.T. 신문에 "라마단 기간에 무슬림이 단식할 경우 덴마크 사회에 좋지 않은 영향을 주므로 일을 하지 말아야 한다"는 글을 기고하며, 물과 음식을 먹지 않았다가 업무를 제대로 수행하지 못한 한 버스 기사의 사례를 언급했다. 이에 타 정치인들 사이에서 논란이 되었으나, 한 정부 대변인은 스토이베르의 기고문이 본인의 입장을 밝힌 것일 뿐, 정부 자체의 입장은 아니라고 밝혔다. 버스 회사들 또한 스토이베르가 언급한 사례가 사실이 아니라고 주장했으며, 덴마크 각지에 버스 노선을 운영하는 아리바(Arriva)사는 단식한 기사가 사고를 일으킨 적은 없다고 밝혔다.